# Wreck Island (Capricorn Group)
Wreck Island är en ö i Australien. Den ligger i delstaten Queensland, omkring 470 kilometer norr om delstatshuvudstaden Brisbane. Ön ligger på Wreck Island Reef. Den är en del av Capricorn Group.